# Плізін
Плізін (пол. Plizin) — село в Польщі, у гміні Понятова Опольського повіту Люблінського воєводства.
Населення — 236 осіб (2011).

## Демографія
Демографічна структура станом на 31 березня 2011 року:
|          | Загалом | Допрацездатний вік | Працездатний вік | Постпрацездатний вік |
| -------- | ------- | ------------------ | ---------------- | -------------------- |
| Чоловіки | 114     | 26                 | 77               | 11                   |
| Жінки    | 122     | 20                 | 73               | 29                   |
| Разом    | 236     | 46                 | 150              | 40                   |